# 福元邦雄
福元 邦雄（ふくもと くにお、1963年11月24日 - ）は、日本の企業人であり、人事および障害者雇用に関する実務に従事している。三菱商事にて障害者雇用に関連する制度運用や支援業務に関わっている。研修認定精神保健福祉士、シニア産業カウンセラー、中小企業診断士などの資格を有する。

## 経歴
東京都出身。1982年に筑波大学附属駒場高等学校を卒業。東京大学法学部を1986年に卒業。同年、三菱商事に入社。情報産業部門にてメディア・広告事業の新規開拓に従事。
1995年には三菱商事子会社の広告代理店に出向し、広告事業の推進を担当。2000年にはIT部門にて携帯電話や動画配信を活用した広告事業を展開し、社内の新規事業社長表彰を受ける。
2001年、レジャー中の事故により左手の4指を欠損し、身体障害者手帳（3級）を取得。以降、障害当事者としての立場からの支援にも関わるようになる。
2002年には子会社エム・シー・コミュニケーションズ社長に就任。メンタル不調への対応からメンタルヘルス・マネジメントII種を取得し、同時期に中小企業診断士の資格も得る。
2010年にはIT部門に復帰し、電子看板（デジタルサイネージ）や電子書籍の事業化を推進。
2011年には東日本大震災を契機に全社緊急危機対策本部の防災担当として従事、防災士資格を取得した。
2013年から2016年にかけては三菱商事シンガポール支店で総務人事業務部長を務めた。
2016年には同社の特例子会社である三菱商事太陽の社長に就任。障害者職業生活相談員やジョブコーチの資格を取得し、障害者雇用の現場支援に注力する。
2018年にはNTTデータ・イントラマート社と連携し、在宅障がい者向けSE養成・斡旋プログラムを開始。
2019年には精神保健福祉士の資格を取得。200時間を超える精神科病院や就労支援事業所での実習を経て、現場での支援活動にも従事した。
2020年には厚生労働大臣表彰「輝くテレワーク賞特別奨励賞」を受賞。
2021年にはエイチアールワン株式会社の常務取締役に就任し、産業カウンセラー資格を取得。
2022年6月より現職。
2023年には障害者雇用企業支援協会の障害者雇用制度検討委員会常任委員や、延岡市の障がい児・者支援拠点整備調査検討委員（就労分科会委員長）に就任。
三菱商事において初の完全在宅による障がい者雇用も開始した。
同年、研修認定精神保健福祉士に認定。
2024年3月には人事部内に障がい当事者社員の集中配置部署を設置。
2025年3月にはシニア産業カウンセラー資格を取得。

## メディア・公的発表等
- 「Leaders Talk」『働く広場』2024年1月号[4]
- （一社）社会福祉支援研究機構 季刊誌『イコウ』2023年春号[5]
- 日経新聞による寄稿・紹介記事
  - 2019年7月9日「障がい者こそ在宅勤務を」[2]
  - 2023年2月21日「障害者雇用、現実的な法規定を」[3]
  - 2024年4月1日「組織の心理的安全性を高めて」[6]
- 日本労働政策研究・研修機構（JILPT）への論考寄稿[7]
- 『FACTA』誌（2021年）にて取り組みが紹介[8]
- 厚労省YouTubeチャンネルでの登壇映像（テレワーク・インクルージョンに関する講演）[9]
- 剣道五段[10]。

※講演・登壇実績は多数につき省略。主要なものは別途記載。主要なものは別途記載。

## 出版
- 「福元邦雄の千朝千話」[11]
- 障がいのある人もない人も共に働くための情報ポータル「TOMONY」[12]
- 完全在宅型動画編集インターンシッププロモーションビデオ2作（「当事者篇」「事業者篇」[1]）

## 資格
- 研修認定精神保健福祉士
- シニア産業カウンセラー
- 中小企業診断士
- 防災士
- 障害者職業生活相談員
- 企業在籍型職場適応援助者（ジョブコーチ）
- 全日本剣道連盟公認社会体育初級指導員
- 全日本剣道連盟 剣道五段
- 全日本スキー連盟公認準指導員